# ربکا وارد
ربکا وارد (انگلیسی: Rebecca Ward؛ زادهٔ february ۷, ۱۹۹۰ (۳۵ سال)) ورزشکار شمشیربازی اهل ایالات متحده آمریکا است.
وی در مسابقات کشوری و بین‌المللی در مجموع برندهٔ ۱ مدال طلا، ۱ مدال نقره، ۲ مدال برنز شده‌است.